# Damanhur
Damanhur (Egyptisch: Dmỉ-n-Ḥr.w; "dorp van Horus", Koptisch: Ⲧⲙⲉⲛϩⲱⲣ, Arabisch:دمنهور) of Hermopolis Mikra (Grieks: Ἑρμοῦ πόλις μικρά) is een stad in Egypte. De stad ligt in Neder-Egypte, in het midden van de westelijke Nijldelta, op ongeveer 160 kilometer ten noordwesten van Caïro en 70 kilometer ten oostzuidoosten van Alexandrië. Het vormt de hoofdplaats van het gouvernement Al Buhayrah. Bij de volkstelling van 2006 telde Damanhur 241.895 inwoners, tegen 188.939 bij die van 1986.

## Historie
In het oude Egypte vormde het de hoofdstad van de 7e nome (A-ment). Het bevond zich toen op de oevers van een kanaal, dat het Marioutmeer (Mareotis) verbond met de 'Canopische' Nijlarm (meest westelijke). De stad was gewijd aan de oud-Egyptische god Horus. 
In de Griekse en Romeinse tijd werd de stad Hermopolis Mikra of Hermopolis Parva genoemd, waarmee het ook een verbintenis werd toegedacht aan Hermes, de Egyptische Thoth. Tijdens de Hermopolisperiode wist de stad de aandacht te trekken van vele geografen uit de oudheid, waaronder Stefanus van Byzantium, Strabo, Ptolemaeus en de schrijver van de Itinerarium Antonini. Het vormt een katholiek titulair bisdom.
Er bevinden zich een aantal industriële activiteiten gericht op de landbouw, waaronder het egreneren van katoen, het verwerken van aardappelen en het plukken van dadels. Er bevindt zich ook een markt waar katoen en rijst worden verhandeld.

## Geboren
- Abdullah el-Erian (1920-1981), hoogleraar diplomaat en rechter
- Ahmed H. Zewail (1946-2016), Egyptisch-Amerikaans scheikundige en Nobelprijswinnaar (1999)
- Mohamed Nagy (1984), voetballer